# Bootstrapping (Elektrotechnik)
Bootstrapping ['butstræp-] (von englisch bootstrap, dt. ‚Stiefelriemen‘) bezeichnet eine elektrische Schaltung, bei der eine Potentialänderung in einem Teil der Schaltung auch schlagartig in einem anderen wirksam wird. Dabei wird der Effekt ausgenutzt, dass Kondensatoren bei geringen Strömen ihre Spannung nur wenig ändern. Sie ziehen eine Potentialänderung auf der einen Seite mit auf die andere (Bootstrap-Effekt). Das wird beispielsweise bei Verstärkerschaltungen ausgenutzt, bei denen die Ausgangsspannung mithilfe eines Kondensators auf den Eingang rückgekoppelt wird, so genannte Bootstrap-Schaltungen. Diese Rückkopplung verursacht eine drastische Erhöhung des Eingangswiderstandes des Verstärkers.

## Funktionsweise und Anwendung
Sind zwei Schaltungspunkte über eine ausreichend große Kapazität miteinander verbunden und an einem der Punkte ändert sich das Potential sehr schnell, ändert sich das Potential an dem anderen Punkt in gleichem Maße – wenn nur geringe Ströme fließen. Dieses Verhalten hat zur Folge, dass diese Verbindung für den sich sehr schnell ändernden Teil des Signals wie ein Kurzschluss wirkt, da der Einfluss der Ausgleichsströme langsamer ist. Diese Tatsache wird auch in der Wechselstromkopplung bei Verstärkern ausgenutzt. Bei einer solchen Bootstrap-Schaltung wird der Ausgang eines Verstärkers – meist der Emitter- oder Source-Knoten eines Transistors – mit einem Bauelement an dessen Eingang über einen Koppelkondensator verbunden.
In der analogen Signalverarbeitung wird diese (Mit-)Kopplung zu einer signifikanten Erhöhung des Eingangswiderstandes genutzt. Eine weitere Anwendung des Bootstrap-Effektes ist das Starten eines NMOS-Transistors im High-Zweig einer Brückenschaltung. Durch den Spannungserhalt des Kondensators können sogar Spannungen realisiert werden, die über der Versorgungsspannung liegen.

## Beispiel

Halbbrücke mit zwei MOSFETs und Bootstrap-Speisung des oberen MOSFETs (V symbolisiert hierbei eine Spannung und entspricht U im Deutschen)

Anhand des Beispiels der Halbbrückenschaltung in nebenstehender Schaltung soll die Funktionsweise exemplarisch erläutert werden. Die beiden n-Kanal-MOSFETs, der untere MOSFET wird auch als low-side FET und der obere MOSFET als high-side FET bezeichnet, sollen abwechselnd leitend werden, dann wechselt das Potential am Punkt B zwischen 0 und Uin. n-Kanal-MOSFETs werden allgemein dann niederohmig, wenn das Potential am Gate um die Schwellspannung UGS,on, typisch 6 bis 10 V, positiver ist als am Source-Anschluss. Beim low-side FET ist es bei hinreichend hoher Eingangsspannung kein Problem, das Gate abwechselnd auf 0 V und auf Werte um ca. 10 V zum Erreichen der Schwellspannung zu legen.
Um aber den high-side FET ansteuern zu können, sind Gate-Potentiale um die Schwellspannung höher als Uin nötig. Dies wird bei der Bootstrap-Schaltung durch eine Diode D und einen Kondensator C in Kombination mit einem speziellen gate driver erreicht. Der obere Gate-Treiber ist mit seinem Bezugspotential mit dem Mittenpunkt B verbunden. Zur Initialisierung der Bootstrap-Schaltung, auch als Precharge bezeichnet, wird der Kondensator C auf die Eingangsspannung aufgeladen, indem der untere low-side FET eine bestimmte Mindestzeit eingeschaltet wird. Sobald der untere FET abgeschaltet wird, fließt ein durch die induktive Last eventuell noch vorhandener Ausgangsstrom kurzzeitig durch eine im Schaltplan nicht eingezeichnete Freilaufdiode. Jedenfalls bleibt das Potential am Punkt B niedrig, bis der obere FET leitend wird. Bis dahin nimmt der gate driver den Strom zum Umladen der Gate-Kapazität aus Uin, bei noch leitender Diode. Diese sperrt, sobald das Potential bei B ansteigt. Wenn der obere FET voll durchgeschaltet ist, liegt B nahe Uin und der obere Anschluss des Kondensators (= Versorgung des Treibers) auf einem Potential, welches ungefähr der doppelten Eingangsspannung entspricht – sowohl die Diode als auch der Treiber müssen dafür ausgelegt sein.
Da der Kondensator C nur eine endliche Ladungsmenge speichern kann und sich über den oberen Treiber entlädt, muss dieser Ladevorgang periodisch wiederholt werden: Der Kondensator C wird in der Halbperiode, während der untere FET leitend ist, auf die Eingangsspannung aufgeladen. In der zweiten Halbperiode versorgt der Kondensator den Gate-Treiber und den Gate-Anschluss des high-side FET, wodurch dieser durchschaltet. Die Bootstrap-Schaltung ist daher nicht geeignet, wenn der obere FET längere Zeit eingeschaltet bleiben soll. Typisch ist in Regelkreisen zur Beeinflussung des mittleren Potentials im Punkt B die Ansteuerung der Bootstrap-Schaltung mit der Pulsweitenmodulation (PWM).
Die Spule L dient als Energiespeicher, um in diesem Schaltungsbeispiel eine konstante Ausgangsspannung Uout zu erzeugen. Weiterhin umfasst der Gate-Treiber hier nicht dargestellte sogenannte level shifter, welche das Ansteuersignal (PWM) intern auf das Bezugspotential des Knotens B anheben.
Alternativ zur Bootstrap-Schaltung ist der Einsatz einer vom FET-Treiber unabhängigen Ladungspumpe zur Versorgung des high-side FET und des Treibers. In dieser Bauform ist dann auch das permanente Einschalten des oberen FET möglich. Weiterhin kann auf der oberen Seite statt eines n-Kanal-FET ein meist mit etwas schlechteren Betriebsdaten und mit höheren Kosten verbundener p-Kanal-MOSFET eingesetzt werden, welcher durch eine negative Spannung gegenüber seinem Source-Anschluss angesteuert wird.